# Estación Shopping (Metro de Recife)
La Estación Shopping es una de las estaciones del Sistema de Trenes Urbanos de Recife, situada en Recife, entre la Estación Antônio Falcão y la Estación Tancredo Neves.
Fue inaugurada en 2008 y atiende a habitantes y trabajadores de la región centro-sur del barrio de Imbiribeira.